# توبیاس اشتاینهاوزر
توبیاس اشتاینهاوزر (انگلیسی: Tobias Steinhauser؛ زادهٔ ۲۷ ژانویهٔ ۱۹۷۲) دوچرخه‌سوار اهل آلمان است.